# Martin Magic
Martin Magic – kompilacyjny album muzyczny piosenkarza Deana Martina wydany w 1958 roku przez wytwórnię Capitol Records. Album zawiera wcześniejsze utwory wydane przez Martina w pierwszej połowie lat 50. XX wieku.

## Utwory
| 1.  | Write To Me From Naples         |
| 2.  | When You´re Smiling             |
| 3.  | Come Back To Sorrento           |
| 4.  | Only Trust Your Heart           |
| 5.  | Mambo Italiano                  |
| 6.  | Innamorata                      |
| 7.  | That´s Amore                    |
| 8.  | Under The Bridges Of Paris      |
| 9.  | The Man Who Plays The Mandolino |
| 10. | Oh Marie                        |
| 11. | Return To Me                    |